# Over de schutting
Over de schutting was een Nederlands muzikaal radioprogramma van de VARA, dat van 2004 tot 2009 twee keer in de week 's nachts op Radio 1 werd uitgezonden. De presentatie was in handen van Hugo van Krieken, die op 5 augustus 2009 tijdens zijn vakantie plotseling overleed. 

## Eigenschappen
Op internet was van tevoren een playlist beschikbaar. Het programma bood muziek uit zeer uiteenlopende genres. In de rubriek Laat horen! kwam de persoonlijke keus van een luisteraar aan bod. Een van de kenmerken van het programma "Over de schutting" was, dat de platen bijna altijd van de eerste tot en met de laatste noot gedraaid werden zonder dat er geknipt werd en zonder dat er door de plaat heen gepraat werd.
Soortgelijke programma's waarin speciale muziek aan bod kwam waren "Grensverkeer" en in de jaren 80 op zondag tussen 14.00 en 18.00 "Spleen".
Zijn vaste vervangers Paul van Gelder en Hubèrt Mol vervingen Van Krieken tijdens zijn vakanties. De laatste uitzending van Over de schutting was op 31 december 2009.
Het vervangende programma heette 'De N8 Klinkt Anders' dat eind 2013 ophield te bestaan.